# Le Passe-muraille (recueil)
Le Passe-muraille est un recueil de nouvelles de Marcel Aymé, publié en 1943.

## Historique
Le Passe-muraille, recueil de dix nouvelles, paraît le 28 avril 1943. Il reprend des nouvelles parues de novembre 1938 à janvier 1943 dans les journaux et magazines suivants : Candide, Je suis partout, La Gerbe.

## Composition du recueil
- Le Passe-muraille
- Les Sabines
- La Carte
- Le Décret
- Le Proverbe
- Légende poldève
- Le Percepteur d'épouses
- Les Bottes de sept lieues
- L'Huissier
- En attendant

## Éditions
- 1943 -  Le Passe-muraille, Éditions Gallimard, Collection blanche
- 2001 - Le Passe-muraille, in Œuvres romanesques complètes, volume III, Gallimard (Bibliothèque de la Pléiade), Bibliothèque de la Pléiade, Édition publiée sous la direction de Michel Lécureur,  (ISBN 2-07-011473-2)